# Guerau de Liost
Guerau de Liost, seudónimo literario de Jaume Bofill i Mates (Olot, 30 de agosto de 1878-Barcelona, 2 de abril de 1933), fue un escritor, poeta novecentista, político y periodista español, padre del filósofo Jaume Bofill i Bofill.

## Biografía
Era hijo de Joaquim Bofill y Noguer, natural de Viladrau, y de Magdalena Mates y Baró, de Olot. El creador del seudónimo «Guerau de Liost» fue Josep Carner, amigo de Bofill. El nombre, de sabor medieval, fue adoptado por Bofill y Mates para diferenciar sus facetas política y la literaria. Fue primo segundo del también escritor Jaume Bofill i Ferro.
De familia de propietarios rurales en el Montseny, estudió Derecho y Filosofía en la Universidad de Barcelona. Su actividad política empezó en la Liga Regionalista como concejal de la ciudad de Barcelona, donde tuvo enfrentamientos con los partidarios del lerrouxismo por el uso de la lengua catalana en el ayuntamiento.  En 1919 fue diputado de la Mancomunidad de Cataluña, entró en el departamento de cultura de esta administración y en el Instituto de Estudios Catalanes. En 1922 fundó Acció Catalana, y fue dirigente hasta que se separó por discrepancias y volvió a la Liga. 

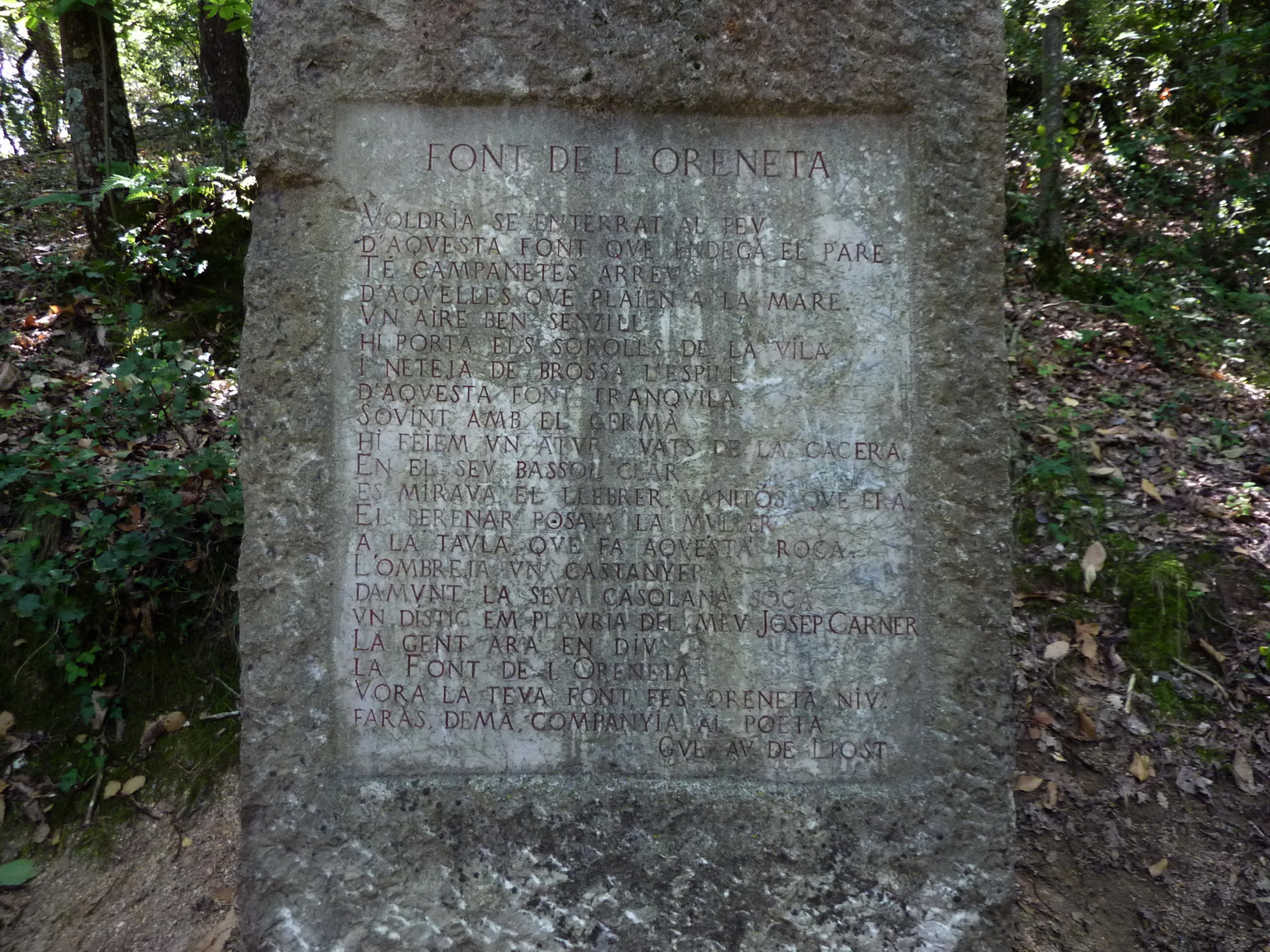
Poema de Guerau de Liost en la fuente de la Golondrina de Viladrau, donde solía pasear

Su faceta periodística y literaria se inició en un primer momento en Cataluña y después en La Veu de Catalunya; a partir de 1922, pasó a La Publicitat, órgano de propaganda del partido Acció Catalana. Como poeta publicó Sueños (1913), La ciudad de marfil (1918), Selvatana amor (1920), Ofrenda rural (1926) y, lo más destacado de todos, La montaña de amatistas (1908), prologado por Eugenio d'Ors y por Josep Carner en una reedición de 1933, es un homenaje al Montseny donde se manifiesta el estilo minorista y de rigor idiomático que le caracterizaba. En 1929 publicó Sátiras, una visión irónica y mordaz de los defectos humanos.
Viudo en 1925 de su prima, Margarita Bofill i Gallés, se casó en 1928 con Montserrat de Quadras y Feliu (1897-1991). Está enterrado en el cementerio de Montjuïc. Durante la Guerra Civil Española la casa de Jaume Bofill i Mates fue ocupada por un comité revolucionario. En una nota de 29 de octubre de 1936, se indica la decisión del servicio de bibliotecas de la Generalidad de Cataluña de proteger la biblioteca y papeles del escritor, conservados en dos habitaciones.  A principios de los años 1980 el fondo personal de Jaume Bofill i Matas ingresó definitivamente en la Biblioteca de Cataluña.

## Obra

### Poesía
- La muntanya d'ametistes. Barcelona: Octavi Viader, 1908; Barcelona: Lluís Gilí, 1933; Barcelona: Edicions 62, 1985.
- En els somnis. 1913.
- La ciutat d'ivori. Barcelona: La Revista, 1918.
- Selvatana d'amor. Barcelona: Gustau Gili, 1920.
- Ofrena rural. Sabadell: La Mirada, 1926.
- Sàtires. Barcelona: Edicions de la Revista de Poesia, 1928; Barcelona: Selecta, 1966; Barcelona: Quaderns Crema, 1999.
- Sàtires clericals. 1978.
- Somnis. Barcelona: Lluís Gili, 1913; Barcelona: Edicions 62, 1993.

### Crítica literaria o ensayo
- La llengua catalana a l'Ajuntament de Barcelona. Barcelona: Guinart i Pujoral, 1916.
- Les joventuts catalanes: política, nacionalisme, socialisme, en Prat de la Riba. Barcelona: La Revista, 1919.
- L'afalac franciscà. Barcelona: Editorial Franciscana, 1928.
- L'altra concòrdia: per una revisió del problema català: la solució liberal i democràtica. Barcelona: Publicacions de La Revista de Catalunya, 1930.
- Una política catalanista. 1933.
- Prat de la Riba i la cultura catalana [a cura de Jordi Casassas]. Barcelona: Edicions 62, 1979.

### Obras completas
- Obra poètica completa; Proses literàries. Barcelona: Selecta, 1948.

## Patrimonio Literario
Cementerio Rural, es uno de los poemas dedicados al cementerio del municipio de Espinelves. Bofill y Mates, describe un día de septiembre mientras paseaba «por el laberinto» de esa ciudad muerta.
La Fuente de la Golondrina (Viladrau), fue una de sus inspiraciones y donde el poeta tenía el deseo de ser enterrado, tal y como dice al inicio del poema llamado Fuente de la Golondrina :
«Quisiera ser enterrado al pie de esta fuente que puso en marcha el padre. Tiene campanillas por todas partes, de esas que placían a la madre […].» 
Es en esta fuente, donde actualmente podemos encontrar una placa en la que se puede leer el poema. Bofill y Mates dedicó un segundo poema a la Fuente de la Golondrina llamado Amor, si de la Fuente de la Golondrina…
Otra fuente que hechizó a Bofill y Mates es la Fuente de las Paitides, una de las fuentes más visitadas del Montseny por la pureza de su agua. En el poema La fuente de las Paitides, el poeta hace una descripción de la fuente y de los campesinos que no dudaban en detenerse en coger agua.
Finalmente, encontramos el poema Font de Sant Marçal, poema dedicado a una de las fuentes más ricas y mejor conservadas del Montseny. En la actualidad, el poema puede leerse en la placa situada en la misma fuente.
Por otro lado, el escritor dedicó el poema Natura Morta, Brote de Salvia, Contraluz y Salía a menudo a primera hora de la tarde en Can Rusquelles,  casa de veraneo del autor y su familia, y un cuarto poema llamado Poema del Molí[I], en el molino que su familia utilizaba para moler las cosechas.
El poema Visita a «Ca l'Herbolari» dedicado a su tatarabuelo ya su primo Jaume Bofill i Ferro,  nos habla del herbolario de Viladrau, conocido como el Herbolario Bofill, que se convirtió en un reputado herbolario gracias al tatarabuelo de Jaume Bofill i Mates.
Otro lugar que dejó maravillado en Guerau de Liost es la montaña de Les Agudes, que describe como «un lugar liso, sin hondonadas ni grupos» y «blanca de nieve tornasolada de azul y rosa pálidos como despojado de niño» .
Poco se sabe de la relación entre Jaume Bofill y Mates y el municipio de Calella, pero el poeta escribió un poema llamado Canción de Calella, donde describe la belleza del pueblo.
De la etapa de Jaume Bofill y Mates en Barcelona encontramos tres poemas. En el poema La calle de Carders, calle en la que Bofill y Mates vivió durante su etapa en Barcelona, el poeta describe los recuerdos y las vivencias que esta calle le proporcionó durante su estancia en la ciudad condal. Seguidamente, encontramos el poema Sueño III, poema con el que Guarau de Liost ganó la Viola en 1913 en el Palau de la Música . Y por último, encontramos el poema Vera del puerto, donde el poeta nos habla y nos describe la Barceloneta.